# Okjeo
Okjeo (옥저?, 沃沮?, ok̚.t͈ɕʌ) fu uno Stato tribale della Corea antica che sorse nel nord della penisola coreana all'incirca dal II secolo a.C. al V secolo.
Dong-okjeo (Okjeo Orientale) occupava sostanzialmente l'area delle province dello Hamgyŏng Settentrionale e dello Hamgyŏng Meridionale in Corea del Nord, mentre Buk-okjeo (Okjeo Settentrionale) si trovava nella regione del fiume Tumen.
Dong-okjeo era spesso semplicemente chiamato Okjeo, mentre Buk-okjeo era spesso nominato come Chiguru (치구루?, 置溝婁?) o Guru (구루?); l'ultimo nome era altresì utilizzato per identificare Goguryeo. Okjeo confinava con lo Stato di Dongye a sud e condivise con esso un simile destino.

## Storia

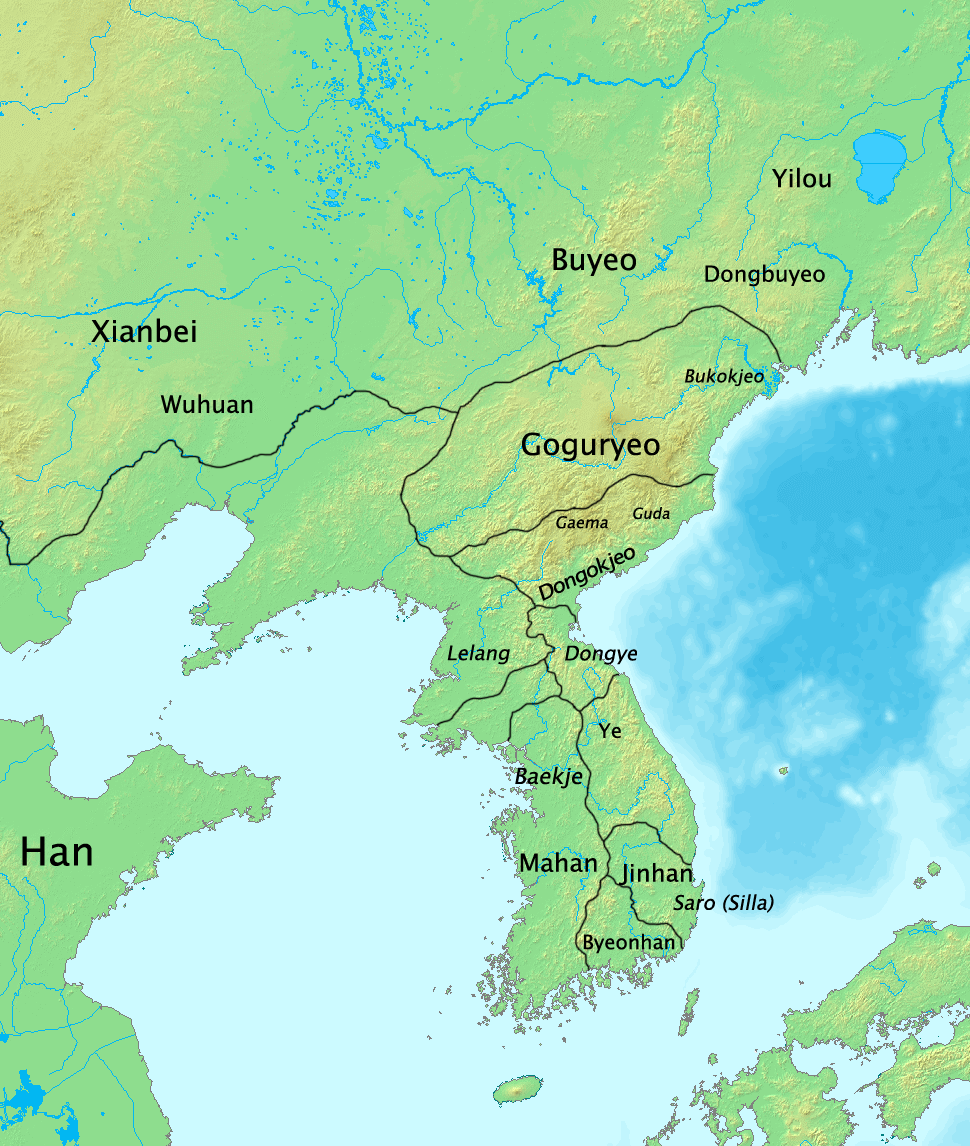
Proto–Tre Regni, ca. 1 d.C.

Nella sua storia, Okjeo oscillò tra la dominazione delle comanderie cinesi e quella di Goguryeo. Dal III secolo a.C. al 108 a.C., fu controllato da Gojoseon. Nel 107 a.C., divenne parte della comanderia di Xuantu. Quando la comanderia di Xuantu si ritirò dalla penisola di Liaodong come risultato dell'espansione di Goguryeo, Dong-okjeo divenne parte della parte orientale della comanderia di Lelang. A causa della continua interferenza degli Stati vicini, Okjeo non crebbe mai fino a diventare un regno completamente centralizzato. Nel 28 a.c., re Dongmyeong mandò Bu Wiyeom ad attaccare Buk-okjeo. Nel I o II secolo d.C., Taejo di Goguryeo ridusse Okjeo a un tributario, che mandava i prodotti locali a Goguryeo. Durante l'invasione Wei di Goguryeo del 244, il re Dongcheon si ritirò per breve tempo a Buk-okjeo, e nel 285 la corte di Buyeo a sua volta scappò temporaneamente a Okjeo a causa degli attacchi nomadici da nord.
All'inizio del V secolo, Okjeo fu completamente conquistata da Gwanggaeto il Grande di Goguryeo.

## Cultura
(Samguk sagi)
La conoscenza della cultura di Okjeo è frammentaria. Lingua, cibo, abiti, architettura e costumi di Okjeo e Dongye erano simili a quelli di Goguryeo. Il popolo di Okjeo praticava matrimoni combinati in cui la sposa bambina viveva insieme alla famiglia dello sposo bambino fino all'età adulta, e seppellivano i membri di una stessa famiglia in un'unica bara.